# مارتن نيكاس
مارتن نيكاس هو لاعب كرة قدم تشيكي، ولد في 4 سبتمبر 1998. لعب مع FK Spartak Dubnica nad Váhom ‏.

## وصلات خارجية
- مارتن نيكاس على موقع قاعدة بيانات كرة القدم.إي يو (الإنجليزية)
- مارتن نيكاس على موقع Soccerway.com (الإنجليزية)